# エアー・マイアミ
エアー・マイアミ（Air Miami）は、ワシントンD.C.出身のアメリカン・インディー・ロック・バンドであり、1994年から1996年まで活動していた。バンドは、アンレスト (Unrest)の元メンバーであるマーク・ロビンソンとブリジット・クロスによって結成され、数か月後にはドラマーのマイク・フェローズとベーシストのローレン・フェルドシャーを加えて4人組となった。彼らの作品は、4ADとティーンビート・レコードというレーベルからリリースされた。
7インチ・シングル「Airplane Rider」は、「World Cup Fever」という歌と同様に、カレッジ・ラジオからかなりの注目を集めた。

## ディスコグラフィ

### アルバム
- Fourteen Songs (1994年、Teenbeat) ※カセット
- Sixteen Songs (1994年、Teenbeat) ※カセット
- 『ミー・ミー・ミー』 - Me, Me, Me (1995年、4AD/Teenbeat)

### シングル
- "Airplane Rider" (1994年、Teenbeat)
- "Fuck You, Tiger" (1995年、4AD/Teenbeat)
- "World Cup Fever Remixes" (1998年、Teenbeat)